# إنت مين (برنامج)
إنت مين هو برنامج فني إنساني قدمته الإعلامية اللبنانية نادين فلاح بين العامين 2007- 2008 على شاشة تلفزيون أبو ظبي 

## فكرة البرنامج
البرنامج يجمع بين الجد والمزح، بين الحزن والفرح، بين الألم والأمل، ويعرض الضيف لشتى تقلبات المزاج، والحالات النفسية والذهنية، بحيث يسهل علينا أن نتعرف اليه عن قرب، ونكتشف جوانب جديدة من شخصيته.

## فقرات البرنامج
ويتألف من ست فقرات منوعة وهي:-
1. لاقيها وغنيها
2. كاريوكي
3. إيدي بإيدك
4. ممنوع تقولها
5. لما الصورة تتكلم
6. بروفا

## الضيوف
- نوال الزغبي الحلقة الافتتاحية
- كارول سماحة
- أنغام
- أصالة نصري
- جوانا ملاح[4]
- هشام عباس
- ميريام فارس
- مادلين مطر
- باسمة
- أروى
- فلة
- رضا العبد الله
- يارا
- أمل حجازي
- جاد شويري
- عباس إبراهيم
- محمد حماقي
- رامي عياش
- باسكال مشعلاني